# Erateina goniuris
Erateina goniuris är en fjärilsart som beskrevs av Felder 1875. Erateina goniuris ingår i släktet Erateina och familjen mätare. Inga underarter finns listade i Catalogue of Life.